# Henry Howard, IV conte di Carlisle
Henry Howard, IV conte di Carlisle (14 agosto 1694 – Castle Howard, 3 settembre 1758), è stato un nobile e politico britannico.

## Biografia
Il futuro conte di Carlisle era il figlio terzogenito ma il primo dei sopravvissuti di Charles Howard, III conte di Carlisle e di sua moglie lady Anne, figlia di Arthur Capell, I conte di Essex. Egli venne educato a Eton ed al Trinity College di Cambridge. Egli venne eletto alla Camera dei comuni per la circoscrizione di Morpeth nel 1715, seggio che mantenne sino al 1738 quando, alla morte di suo padre, gli succedette nei titoli della casata, facendo il proprio ingresso nella Camera dei lord. Nel 1756 ottenne di entrare a far parte dell'Ordine della Giarrettiera.
Henry proseguì la costruzione di Castle Howard, commissionato da suo padre e disegnato dal cognato Sir Thomas Robinson.
Lord Carlisle morì nel settembre del 1758 e venne succeduto nei suoi titoli dal figlio maschio sopravvissutogli, Frederick. La sua ultima vedova, si risposò poi con Sir William Musgrave, VI baronetto, nel 1759 per poi morire nel 1795.

## Matrimoni e figli
Lord Carlisle sposò in prime nozze lady Frances, figlia di Charles Spencer, III conte di Sunderland, nel 1717. La coppia ebbe i seguenti figli:
- Charles Howard, visconte Morpeth (1719–1741)
- Henry Howard, morto infante
- Robert Howard, visconte Morpeth (1724–1743)
- Arabella Howard (m. 1746), sposò il 14 settembre 1741 Jonathan Cope, figlio primogenito di Sir Jonathan Cope, I baronetto, senza eredi
- Diana Howard (m. 18 marzo 1770), sposò Thomas Duncombe

Lady Frances morì nel 1742 e lord Carlisle si risposò in seconde nozze con Isabella, figlia di William Byron, IV barone Byron, nel 1743. Ella fu prozia di Lord Byron. La coppia ebbe i seguenti eredi:
- Anne Howard (1744 – 13 ottobre 1799)
- Frances Howard (1745 – 27 aprile 1808), sposò John Radcliffe
- Elizabeth Howard (1747 – giugno 1813), sposò Peter Delmé, poi il capitano Charles Garnier
- Frederick Howard, V conte di Carlisle (1748–1825)
- Juliana Howard (6 luglio 1750 – 22 gennaio 1849)

## Ascendenza
|                                       |                                |                                           | Genitori                                  |  |  | Nonni |  |  | Bisnonni                            |  |  | Trisnonni      |  |
|                                       |                                |                                           |                                           |  |  |       |  |  | Charles Howard, I conte di Carlisle |  |  | William Howard |  |
|                                       |                                |                                           |                                           |  |  |       |  |  | Charles Howard, I conte di Carlisle |  |  | William Howard |  |
|                                       |                                | Mary Eure                                 |                                           |  |  |       |  |  | Charles Howard, I conte di Carlisle |  |  |                |  |
| Edward Howard, II conte di Carlisle   |                                |                                           |                                           |  |  |       |  |  | Charles Howard, I conte di Carlisle |  |  |                |  |
|                                       |                                | Anne Howard                               | Edward Howard, I barone Howard di Escrick |  |  |       |  |  |                                     |  |  |                |  |
|                                       |                                | Anne Howard                               | Edward Howard, I barone Howard di Escrick |  |  |       |  |  |                                     |  |  |                |  |
|                                       |                                | Anne Howard                               | Mary Boteler                              |  |  |       |  |  |                                     |  |  |                |  |
| Charles Howard, III conte di Carlisle |                                | Anne Howard                               |                                           |  |  |       |  |  |                                     |  |  |                |  |
|                                       |                                | William Uvedale                           | William Uvedale                           |  |  |       |  |  |                                     |  |  |                |  |
|                                       |                                | William Uvedale                           | William Uvedale                           |  |  |       |  |  |                                     |  |  |                |  |
|                                       |                                | William Uvedale                           | Mary Norton                               |  |  |       |  |  |                                     |  |  |                |  |
| Elizabeth Uvedale                     |                                | William Uvedale                           |                                           |  |  |       |  |  |                                     |  |  |                |  |
|                                       |                                | Victoria Cary                             | Henry Cary, I visconte Falkland           |  |  |       |  |  |                                     |  |  |                |  |
|                                       |                                | Victoria Cary                             | Henry Cary, I visconte Falkland           |  |  |       |  |  |                                     |  |  |                |  |
|                                       |                                | Victoria Cary                             | Elizabeth Cary                            |  |  |       |  |  |                                     |  |  |                |  |
| Henry Howard, IV conte di Carlisle    |                                | Victoria Cary                             |                                           |  |  |       |  |  |                                     |  |  |                |  |
|                                       | Arthur Capell, I barone Capell | Henry Capell                              |                                           |  |  |       |  |  |                                     |  |  |                |  |
|                                       | Arthur Capell, I barone Capell | Henry Capell                              |                                           |  |  |       |  |  |                                     |  |  |                |  |
|                                       | Arthur Capell, I barone Capell | Theodosia Montagu                         |                                           |  |  |       |  |  |                                     |  |  |                |  |
| Arthur Capell, I conte di Essex       | Arthur Capell, I barone Capell |                                           |                                           |  |  |       |  |  |                                     |  |  |                |  |
|                                       |                                | Elizabeth Morrison                        | Charles Morrison, I baronetto             |  |  |       |  |  |                                     |  |  |                |  |
|                                       |                                | Elizabeth Morrison                        | Charles Morrison, I baronetto             |  |  |       |  |  |                                     |  |  |                |  |
|                                       |                                | Elizabeth Morrison                        | Mary Hicks                                |  |  |       |  |  |                                     |  |  |                |  |
| Anne de Vere Capell                   |                                | Elizabeth Morrison                        |                                           |  |  |       |  |  |                                     |  |  |                |  |
|                                       |                                | Algernon Percy, X conte di Northumberland | Henry Percy, IX conte di Northumberland   |  |  |       |  |  |                                     |  |  |                |  |
|                                       |                                | Algernon Percy, X conte di Northumberland | Henry Percy, IX conte di Northumberland   |  |  |       |  |  |                                     |  |  |                |  |
|                                       |                                | Algernon Percy, X conte di Northumberland | Dorothy Devereux                          |  |  |       |  |  |                                     |  |  |                |  |
| Elizabeth Percy                       |                                | Algernon Percy, X conte di Northumberland |                                           |  |  |       |  |  |                                     |  |  |                |  |
|                                       |                                | Anne Cecil                                | William Cecil, II conte di Salisbury      |  |  |       |  |  |                                     |  |  |                |  |
|                                       |                                | Anne Cecil                                | William Cecil, II conte di Salisbury      |  |  |       |  |  |                                     |  |  |                |  |
|                                       |                                | Anne Cecil                                | Catherine Howard                          |  |  |       |  |  |                                     |  |  |                |  |
|                                       |                                | Anne Cecil                                |                                           |  |  |       |  |  |                                     |  |  |                |  |